# Karl-Heinz Körber
Karl-Heinz Körber (* 19. Juli 1918; † 21. Juli 1977 in Bremen) war ein deutscher Politiker (Deutsche Partei (DP)) und Mitglied der Bremischen Bürgerschaft.

## Biografie
Körber absolvierte eine Ausbildung zum kfm. Angestellten, danach Mitarbeit im väterlichen Elektroinstallations-Betrieb, seit März 1940 als dessen Eigentümer eingetragen.
Nach Kriegsende zunächst Fortführung des Betriebs, seit 1952 Groß- und Einzelhandel mit Baustoffen und Kohlen.

## Politik
Am 25. Juni 1937 beantragte er die Aufnahme in die NSDAP und wurde rückwirkend zum 1. Mai desselben Jahres aufgenommen (Mitgliedsnummer 4.804.385).
Im  April 1948 wurde er als „nicht betroffen“ entnazifiziert.
Er war nach 1945 Mitglied der rechtsgerichteten DP und in den 1950er Jahren bis zum März 1954 Zweiter Landesvorsitzender der DP in Bremen. und von 1951 bis 1954 für die Partei Mitglied der 3. Bremischen Bürgerschaft und Mitglied verschiedener Deputationen. Er war stellv. Fraktionsvorsitzender der DP. Im April 1954 verzichtete er aus gesundheitlichen Gründen auf sein Mandat.